# Козельський Борис Володимирович
Бори́с Володи́мирович Козе́льський (справжнє ім'я Берна́рд Во́льфович Голова́нівський, 5 травня 1902 року, Проскурів, Подільська губернія, Російська імперія — 2 січня 1936 року, Київ, Київська область, УСРР, СРСР) — радянський військовий та діяч органів державної безпеки. Один із організаторів Голодомору.

## Життєпис
Народився в сім'ї друкаря в Проскурові. Закінчив Київське комерційне училище. Працював коректором, репетитором. З 1919 року в РСЧА, рядовий, інструктор політвідділів 58-ї стрілецької дивізії, 12-ї армії, Дніпровської військової флотилії . З 1921 року начальник слідчої комісії ДВФ, політуправління Морських сил Чорного моря (МСЧМ) (потім начальник відділення політуправління МСЧМ), в політуправлінні Українського військового округу.
В органах ЧК з жовтня 1921 року як секретний співробітник, уповноважений по боротьбі з бандитизмом Секретно-оперативного управління ВУЧК, ПП ГПУ по Правобережній Україні, Київського губернського відділу ГПУ, там же тимчасово виконував обов'язки начальника контррозвідувального відділу в 1923 році. Брав участь у ліквідації багатьох повстанських загонів.
1926 р. разом з Ошером Абуговим та Карлом Карлсоном написав циркуляр до органів НКВС, де вказував, що що українська інтелігенція обрала «культурну роботу» як тактику боротьби з радянською владою.
З 1924 року працював у контррозвідувальному відділі, секретному відділі, секретно-політичному відділі ДПУ УСРР; з 1931 помічник, з 1932 заступник начальника секретно-політичного відділу. З 1933 року тимчасово виконував обов'язки начальника СПО ГПУ УСРР, з листопада 1934 начальник СПО УГБ НКВД УРСР. Член ВКП (б) з 1931 року (член РКП(б) в 1920 році, проте в 1921 році виключений «за пасивність»).
Застрелився 2 січня 1936 року, 10 січня 1936 року виключений зі списку особового складу НКВС у зв'язку зі смертю. Після цього влаштовані урочисті похорони. 11 квітня 1936 секретаріат ЦК КП(б)У прийняв:
| встановити персональну пенсію в сумі 300 руб. на місяць батькам померлого товариша Козельського — товаришам Голованівському Володимиру Даниловичу та Голованівській Ганні Мойсеєвні |.
На початку 1937 року посмертно звинувачений у зв'язках з троцькістами (зокрема, з Я. А. Лівшицем).
Автор брошур про боротьбу з «контрреволюцією» в Радянській Україні.

## Публікації
- Козельский Б. В. Григор'євщина. Червоний шлях, № 5 (26) Харків: 1925.
- Козельский Б. В. Шлях зрадництва й авантур (петлюрівське повстанство). Державне видавництво УСРР. К.: 1927.